# 贾康
贾康（1954年7月—），汉族，中华人民共和国政治人物、第十一届全国政协委员。财政部财政科学研究所所长、研究员、博士研究生导师，中国财政学会副会长兼秘书长，财政部高级技术职务评审委员会副主任，中国国债协会常务理事，《财政研究》主编，北京市人民政府特聘专家、福建省人民政府顾问，中国人民大学、国家行政学院、厦门大学、西南财经大学特聘教授，中国民生研究院学术委员会副主任。
加入中国共产党，担任财政部财政科学研究所所长。2008年，当选第十一届全国政协委员，代表经济界，分入第三十四组。并担任经济委员会专委。